# Česko na Letních olympijských hrách 2000
Her se zúčastnilo 126 českých sportovců. O medaile se postarali především atleti a vodní slalomáři. Jan Železný zvítězil potřetí za sebou v hodu oštěpem, Romana Šebrleho porazil v desetiboji jen Estonec Erki Nool. Jen těsně unikla medaile čtvrté tyčkařce Daniele Bártové. Helena Fuchsová byla pátá na 800 metrů a také důležitou členkou štafety na 4 × 400 metrů (7. místo).
Své zlato z Atlanty obhájila kajakářka Štěpánka Hilgertová, bronz přidala deblkanoe Marek Jiras – Tomáš Máder. Naopak Martin Doktor na svá dvě čtyři roky stará zlata nenavázal a v obou finále obsadil osmá místa.
Petr Málek ve střelbě na skeet nestačil pouze na zcela bezchybného Ukrajince Mykolu Milčeva, bronz vybojoval pistolář Martin Tenk.
Premiéra triatlonu na olympijských hrách přinesla bronz Janu Řehulovi. Po dlouhých čtyřiceti letech se dostal Čech do finále boxerského turnaje, až v něm Rudolf Kraj podlehl v lehké střední váze Rusovi Lebzjakovi.
V první osmičce se kromě výše uvedených sportů ještě objevili jachtařka Lenka Šmídová a dvakrát pátý plavec Daniel Málek.
Poprvé v historii samostatné České republiky startoval na letních olympijských hrách tým v kolektivní míčové hře. Fotbalisté, kteří před tím vyhráli stříbro na mistrovství Evropy do 21 let, ale nakonec obsadili s bilancí dvě remízy a jedna porážka až poslední místo ve skupině a stali se – vedle např. tenistů, judistů nebo zápasníků – jedním z největších zklamání české výpravy.

## České medaile
| Medaile | Jméno                   | Sport                     | Disciplína                           |
| ------- | ----------------------- | ------------------------- | ------------------------------------ |
| Zlato   | Štěpánka Hilgertová     | Kanoistika (vodní slalom) | Ženy K1 vodní slalom                 |
| Zlato   | Jan Železný             | Atletika                  | Muži hod oštěpem                     |
| Stříbro | Petr Málek              | Sportovní střelba         | Muži skeet                           |
| Stříbro | Roman Šebrle            | Atletika                  | Muži desetiboj                       |
| Stříbro | Rudolf Kraj             | Box                       | Muži polotěžká váha (do 81 kg)       |
| Bronz   | Jan Řehula              | Triatlon                  | Muži muži                            |
| Bronz   | Martin Tenk             | Sportovní střelba         | Muži libovolná pistole 50 m (60 ran) |
| Bronz   | Marek Jiras Tomáš Máder | Kanoistika (vodní slalom) | Muži C2 vodní slalom                 |

Česká republika se umístila na 28. místě v pořadí národů. Druhý nástupnický československý stát Slovenská republika obsadil 38. místo.
- Nejmladší účastník ČR: Kateřina Marešová (16 roků, 235 dní)
- Nejstarší účastník ČR: Václav Bečvář (43 roků, 81 dní)

## Seznam všech zúčastněných sportovců
| Číslo | Jméno                      | Pohlaví | Věk | Sport                   |
| ----- | -------------------------- | ------- | --- | ----------------------- |
| 1     | Nikola Tomečková           | Žena    | 26  | Atletika                |
| 2     | Pavel Sedláček             | Muž     | 32  | Atletika                |
| 3     | Jiří Ryba                  | Muž     | 24  | Atletika                |
| 4     | Roman Oravec               | Muž     | 22  | Atletika                |
| 5     | Jiří Mužík                 | Muž     | 24  | Atletika                |
| 6     | Miroslav Menc              | Muž     | 29  | Atletika                |
| 7     | Vladimír Maška             | Muž     | 27  | Atletika                |
| 8     | Jiří Malysa                | Muž     | 34  | Atletika                |
| 9     | Libor Malina               | Muž     | 27  | Atletika                |
| 10    | Vladimíra Malátová-Racková | Žena    | 33  | Atletika                |
| 11    | Zuzana Kováčiková          | Žena    | 27  | Atletika                |
| 12    | Šárka Kašpárková           | Žena    | 29  | Atletika                |
| 13    | Štěpán Janáček             | Muž     | 23  | Atletika                |
| 14    | Miloš Holuša               | Muž     | 35  | Atletika                |
| 15    | Pavla Hamáčková            | Žena    | 22  | Atletika                |
| 16    | Helena Fuchsová            | Žena    | 35  | Atletika                |
| 17    | Ludmila Formanová          | Žena    | 26  | Atletika                |
| 18    | Lenka Ficková              | Žena    | 18  | Atletika                |
| 19    | Tomáš Dvořák               | Muž     | 28  | Atletika                |
| 20    | Jitka Burianová            | Žena    | 23  | Atletika                |
| 21    | Hana Benešová              | Žena    | 25  | Atletika                |
| 22    | Daniela Bártová            | Žena    | 26  | Atletika                |
| 23    | Roman Šebrle               | Muž     | 25  | Atletika                |
| 24    | Jan Železný                | Muž     | 34  | Atletika                |
| 25    | Lukáš Konečný              | Muž     | 22  | Box                     |
| 26    | Rudolf Kraj                | Muž     | 22  | Box                     |
| 27    | Michaela Vernerová         | Žena    | 26  | Judo                    |
| 28    | Andrea Pokorná             | Žena    | 21  | Judo                    |
| 29    | Petr Jákl                  | Muž     | 26  | Judo                    |
| 30    | Martin Vozábal             | Muž     | 21  | Fotbal                  |
| 31    | Tomáš Ujfaluši             | Muž     | 22  | Fotbal                  |
| 32    | Roman Týce                 | Muž     | 23  | Fotbal                  |
| 33    | Libor Sionko               | Muž     | 23  | Fotbal                  |
| 34    | Jan Šimák                  | Muž     | 21  | Fotbal                  |
| 35    | Adam Petrouš               | Muž     | 22  | Fotbal                  |
| 36    | Roman Lengyel              | Muž     | 21  | Fotbal                  |
| 37    | Tomáš Kučera               | Muž     | 23  | Fotbal                  |
| 38    | Radoslav Kováč             | Muž     | 20  | Fotbal                  |
| 39    | Marek Jankulovski          | Muž     | 23  | Fotbal                  |
| 40    | Marek Heinz                | Muž     | 23  | Fotbal                  |
| 41    | Jaroslav Drobný            | Muž     | 20  | Fotbal                  |
| 42    | Lukáš Došek                | Muž     | 22  | Fotbal                  |
| 43    | Libor Došek                | Muž     | 22  | Fotbal                  |
| 44    | Aleš Chvalovský            | Muž     | 21  | Fotbal                  |
| 45    | Milan Baroš                | Muž     | 18  | Fotbal                  |
| 46    | Kateřina Marešová          | Žena    | 16  | Sportovní gymnastika    |
| 47    | Jana Komrsková             | Žena    | 17  | Sportovní gymnastika    |
| 48    | Ivan Vrba                  | Muž     | 23  | Cyklistika              |
| 49    | Ján Svorada                | Muž     | 32  | Cyklistika              |
| 50    | Martin Polák               | Muž     | 21  | Cyklistika              |
| 51    | Pavel Padrnos              | Muž     | 29  | Cyklistika              |
| 52    | Lada Kozlíková             | Žena    | 20  | Cyklistika              |
| 53    | Radim Kořínek              | Muž     | 26  | Cyklistika              |
| 54    | Tomáš Konečný              | Muž     | 26  | Cyklistika              |
| 55    | Pavel Buran                | Muž     | 27  | Cyklistika              |
| 56    | Radek Záruba               | Muž     | 21  | Kanoistika (rychlostní) |
| 57    | Jaroslav Volf              | Muž     | 20  | Kanoistika (slalom)     |
| 58    | Ondřej Štěpánek            | Muž     | 20  | Kanoistika (slalom)     |
| 59    | Jan Souček                 | Muž     | 21  | Kanoistika (rychlostní) |
| 60    | Jiří Prskavec              | Muž     | 28  | Kanoistika (slalom)     |
| 61    | Petr Procházka             | Muž     | 36  | Kanoistika (rychlostní) |
| 62    | Jiří Polívka               | Muž     | 26  | Kanoistika (rychlostní) |
| 63    | Irena Pavelková            | Žena    | 26  | Kanoistika (slalom)     |
| 64    | Karel Leština              | Muž     | 27  | Kanoistika (rychlostní) |
| 65    | Tomáš Kobes                | Muž     | 22  | Kanoistika (slalom)     |
| 66    | Tomáš Indruch              | Muž     | 24  | Kanoistika (slalom)     |
| 67    | Pavel Hottmar              | Muž     | 21  | Kanoistika (rychlostní) |
| 68    | Pavel Holubář              | Muž     | 30  | Kanoistika (rychlostní) |
| 69    | Martin Doktor              | Muž     | 26  | Kanoistika (rychlostní) |
| 70    | Jan Břečka                 | Muž     | 24  | Kanoistika (rychlostní) |
| 71    | Jan Andrlík                | Muž     | 23  | Kanoistika (rychlostní) |
| 72    | Tomáš Máder                | Muž     | 26  | Kanoistika (slalom)     |
| 73    | Marek Jiras                | Muž     | 22  | Kanoistika (slalom)     |
| 74    | Štěpánka Hilgertová        | Žena    | 32  | Kanoistika (slalom)     |
| 75    | Lenka Šmídová              | Žena    | 25  | Jachting                |
| 76    | Michal Maier               | Muž     | 36  | Jachting                |
| 77    | Jan Víťazka                | Muž     | 24  | Plavání                 |
| 78    | Květoslav Svoboda          | Muž     | 18  | Plavání                 |
| 79    | Daniel Málek               | Muž     | 27  | Plavání                 |
| 80    | Ilona Hlaváčková           | Žena    | 23  | Plavání                 |
| 81    | Hana Černá                 | Žena    | 26  | Plavání                 |
| 82    | Vlastimil Burda            | Muž     | 24  | Plavání                 |
| 83    | Tereza Tobiášová           | Žena    | 26  | Plážový volejbal        |
| 84    | Michal Palinek             | Muž     | 33  | Plážový volejbal        |
| 85    | Martin Lébl                | Muž     | 20  | Plážový volejbal        |
| 86    | Martina Hudcová            | Žena    | 34  | Plážový volejbal        |
| 87    | Soňa Dosoudilová-Nováková  | Žena    | 24  | Plážový volejbal        |
| 88    | Eva Celbová                | Žena    | 25  | Plážový volejbal        |
| 89    | Jaroslav Makohin           | Muž     | 24  | Skoky do vody           |
| 90    | Josef Plachý               | Muž     | 29  | Stolní tenis            |
| 91    | Petr Korbel                | Muž     | 29  | Stolní tenis            |
| 92    | Lucie Valová               | Žena    | 18  | Sportovní střelba       |
| 93    | Radim Novák                | Muž     | 27  | Sportovní střelba       |
| 94    | David Kostelecký           | Muž     | 25  | Sportovní střelba       |
| 95    | Miroslav Januš             | Muž     | 28  | Sportovní střelba       |
| 96    | Jiří Gach                  | Muž     | 31  | Sportovní střelba       |
| 97    | Václav Bečvář              | Muž     | 43  | Sportovní střelba       |
| 98    | Bronislav Bechyňský        | Muž     | 38  | Sportovní střelba       |
| 99    | Martin Tenk                | Muž     | 28  | Sportovní střelba       |
| 100   | Petr Málek                 | Muž     | 38  | Sportovní střelba       |
| 101   | Jana Rybářová              | Žena    | 22  | Synchronizované plavání |
| 102   | Soňa Bernardová            | Žena    | 24  | Synchronizované plavání |
| 103   | Jiří Vaněk                 | Muž     | 22  | Tenis                   |
| 104   | David Rikl                 | Muž     | 29  | Tenis                   |
| 105   | Jiří Novák                 | Muž     | 25  | Tenis                   |
| 106   | Květoslava Hrdličková      | Žena    | 25  | Tenis                   |
| 107   | Adriana Gerši              | Žena    | 24  | Tenis                   |
| 108   | Ctislav Doseděl            | Muž     | 30  | Tenis                   |
| 109   | Dája Bedáňová              | Žena    | 17  | Tenis                   |
| 110   | Petra Vachníková           | Žena    | 24  | Skoky na trampolině     |
| 111   | Filip Ospalý               | Muž     | 24  | Triatlon                |
| 112   | Martin Krňávek             | Muž     | 26  | Triatlon                |
| 113   | Renata Berková             | Žena    | 25  | Triatlon                |
| 114   | Jan Řehula                 | Muž     | 26  | Triatlon                |
| 115   | Václav Chalupa             | Muž     | 32  | Veslování               |
| 116   | Petr Sobotka               | Muž     | 25  | Vzpírání                |
| 117   | David Vála                 | Muž     | 22  | Zápas                   |
| 118   | Petr Švehla                | Muž     | 28  | Zápas                   |
| 119   | Marek Švec                 | Muž     | 27  | Zápas                   |